# Puccinellia parvula
Puccinellia parvula är en gräsart som beskrevs av Albert Spear Hitchcock. Puccinellia parvula ingår i släktet saltgrässläktet, och familjen gräs. Inga underarter finns listade i Catalogue of Life.